# Das immaterielle Erbe
Das immaterielle Erbe: Eine bäuerliche Welt an der Schwelle zur Moderne (italienischer Originaltitel: L’eredità immateriale: Carriera di un esorcista nel Piemonte del Seicento) ist ein Buch von Giovanni Levi. Es erschien erstmals 1985 im Verlag Giulio Einaudi. Levi untersucht darin das Verhältnis der nichtelitären Gesellschaftsschicht zur Herrschaftselite im Piemont des 17. Jahrhunderts und die Handlungsmöglichkeiten der Unterschicht in der Auseinandersetzung mit der Moderne. Das Buch gilt als eines der bedeutenden Werke der mikrohistorischen Strömung in der Geschichtswissenschaft.

## Erkenntnisinteresse
Mit seinen Untersuchungen möchte Levi aufzeigen, dass die einfache bäuerliche Bevölkerung des Ancien Régime keine unbewegliche, der Obrigkeit ausgelieferte und durch überhöhte traditionelle Wertvorstellungen gehemmte Gesellschaft war. Die untere Gesellschaftsschicht sei, so Levis These, keineswegs ausschließlich durch die Eliten beeinflusst worden und habe sich trotz des Feudalismus in der Auseinandersetzung mit der Moderne als eigenständiger Handlungsakteur verstanden. Neue soziale Systeme der Moderne entstanden nicht nur aufgrund der Verbreitung einer zentralisierenden Macht eines absoluten Staates und der Verallgemeinerung von Marktbeziehungen, sondern seien von der Unterschicht wesentlich in der aktiven Auseinandersetzung mit der veränderten Umwelt mitgeprägt worden. Gruppen und Einzelpersonen verfolgten dabei ihre eigenen, persönlichen Strategien, welche die Nachwelt nachhaltig prägen konnten. Damit schreibt Levi den einfachen Schichten eine spezifische Rationalität zu, welche sich von rein kulturell bedingten Handlungsabsichten abhebt, in welchen die untere Schicht die Konsequenzen ihrer Handlungen nicht bewusst herbeigeführt hätte. Levi untersucht im Verlauf des Werks die einzelnen spezifischen Entscheidungssysteme der Akteure. Diese seien aufgrund der selektiven Rationalität dieser Akteure nicht ausschließlich als funktionalistische Muster (beispielsweise ökonomische) zu sehen, sondern durch andere Kategorien der Interpretation zu ergänzen. Die selektive Rationalität kann deshalb die individuellen Verhaltensweisen erklären, welche als ein Ergebnis zwischen der Auseinandersetzung von Freiheit und Zwang resultieren.: S. 7–13
Die bäuerliche Welt des 17. Jahrhunderts kann folglich gemäß Levi keineswegs als statisch, verborgen und passiv gesehen werden. Sie war eine von stetem Wandel geprägte Welt, die sich in einem vielfältigen, situativ bedingten Wechsel zwischen Homogenität und Heterogenität gegen innen und außen befand und sich aktiv mit den Entwicklungen und Veränderungen der frühen Neuzeit auseinandersetzte.: S. 7–13

## Synopsis
Levi wählte für seine Untersuchungen den kleinen Ort Santena im Piemont, südöstlich von Turin, zwischen 1672 und 1709. Aufgrund der mikrohistorischen Ausrichtung der Untersuchung suchte Levi spezifisch nach einem "alltäglichen Ort und eine[r] gewöhnliche[n] Geschichte".: S. 10 Diese alltäglichen Schicksale machten es ihm möglich, die sozialen Beziehungen, Denkweisen, ökonomischen und politischen Handlungen und alltäglichen Überlebensstrategien zu untersuchen. Anhand vielfältiger Akten wie Pfarrregister, Notariatsakten, Katasterdaten und Verwaltungsunterlagen versuchte Levi, die verschiedenen Einzelschicksale in einen lokalen Kontext zusammenzufügen und so das soziale und kulturelle Leben des Dorfes zu rekonstruieren.: S. 7–13
Der italienische Originaltitel dieses Werks, L’eredità immateriale: Carriera di un esorcista nel Piemonte del Seicento, nimmt auf die Geschichte Giovan Battista Chiesas Bezug, eines römisch-katholischen Priesters und Exorzisten. Dem Leben von Giovan Battista Chiesa sind die Kapitel Massenhafte Teufelsaustreibungen. Der Prozess von 1697 und Das immaterielle Erbe. Der Prozess von 1694 gewidmet, welche das Werk Levis am Anfang und gegen Schluss einrahmen. Chiesa, der Pfarrer und Seelsorger von Santena, ist hauptsächlich als Angeklagter zweier Gerichtsprozesse bekannt. Diese ordnete Levi im Buch aber bewusst nicht chronologisch an, da seine Fragestellungen über den Charakter einer reinen Geschichtenerzählung hinausgehen. In den 1690er-Jahren nahm Chiesa nebst seiner Aufgabe als Seelsorger Santenas eine unentgeltliche Tätigkeit als Prediger und Exorzist auf, über welche er ausführliche persönliche Notizen machte, welche Levi als Untersuchungsgrundlage dienten. Trotz sowohl gelungener als auch nicht gelungener Heilungen bildete sich um Chiesa eine mehr oder weniger treue Anhängerschaft. Doch diese ohne die Erlaubnis der Kirchenoberen vorgenommenen Exorzismen blieben nicht ohne Aufmerksamkeit. Die erzbischöfliche Verwaltung bestellte Chiesa im Sommer 1697 für eine Befragung nach Turin und untersagte ihm die weitere Durchführung von Exorzismen. Da sich dieser wenig um das Verbot kümmerte und weiterhin in mehreren Städten und Dörfern der Region Heilungen anbot, wurde er im August 1697 verhaftet. Nach dem Prozess wurde Chiesa von allen seelsorgerlichen Aufgaben in Santena entbunden. Anschließend verschwindet Chiesa von der Bildfläche und Levi findet keinen Eintrag mehr in den Quellen der gesamten Region.
Im ersten Kapitel stellt Levi nicht nur seine umfassenden Erkenntnisse über Chiesa selbst dar, sondern auch über dessen soziales und kulturelles Umfeld. Thematisiert wird das vorherrschende Verständnis der Menschen im Beziehungsfeld von Krankheit, Sünde, Religion und Magie. Dies erlaubt die ersten Schlüsse über das kulturelle System der Bevölkerung Santenas. Im großen Zulauf zu Chiesas Heilungen zeigt sich gemäß Levi ein ausgeprägtes Bedürfnis nach Sicherheit. Durch seine Heilungen konnte Chiesa diese Sicherheit bieten und durch seine Predigertätigkeit ein einfaches und vorhersehbares Weltbild portieren, das konkrete Lösungsansätze für die Probleme der Bevölkerung bot.: S. 15–41
Im zweiten und dritten Kapitel wendete sich Levi den Familienorganisationen einerseits und dem Umgang mit Grundstücken andererseits zu. In beiden Fällen konnte er auf eine außerordentlich gute Quellenlage zurückgreifen. Levi ging hier insbesondere der Frage nach, inwiefern die ökonomische Realität von der Welt des Sozialen abhängig ist. Die Schilderungen dreier Familien lieferten dabei Erkenntnisse über die Beziehungen zwischen unterschiedlichen Familien, Differenzierungen der Tätigkeiten, privaten Anlageformen, Abhängigkeitsverhältnisse, Frauenbilder, Gruppenendogamie, Vormundschaft und Kriminalität. Durch die Untersuchung der Akten über die Familie Perrone verschaffte sich Levi Einsichten in die Familienstrukturen einer Santenaer Familie, die als Halbpächter ihre Grundstücke bewirtschafteten. Diese bildeten weniger eine isolierte Einheit, sondern vielmehr ein differenziertes und hierarchisiertes Gebilde, das sowohl Verwandte als auch kooperierende Verbündete einschloss. Bei der Betrachtung der Familien der drei Brüder Cavagliato stellte Levi trotz einer ehelichen Trennung der drei Brüder eine starke Zusammenarbeit fest. Es erfolgte ein reger Tausch von Grundstücken, Geld, Tieren, Geräten und Arbeitsleistung und bekräftigte die Erkenntnisse aus der Untersuchung der Familie Perrone. Die dritte der näher untersuchten Familien, die Domeninos, wurde durch die Ermordung des einzigen Sohnes in eine schwierige Lage gebracht. Die Witwe des Ermordeten musste die bis dahin unbeweglichen Schulden der Familie zurückzahlen sowie den Konflikt mit der Familie des Mörders, den Gillio, lösen. Indem sie einen Friedensschluss akzeptierte, der ohne finanziellen Ausgleich auskam, legte sie den Streit bei. Nach einem jahrelangen Streit mit ihrer Tochter und großen finanziellen Problemen sowie der Ermordung ihres Sohnes verschwindet die Familie Domenino 1692 von der Bildfläche. Levi stellte fest, dass in allen drei Familien die ökonomischen Überlegungen nicht die Hauptantriebe für die familiäre Strategien waren. Auch wenn der Wettbewerb um begrenzte Güter ein wichtiger Faktor war, sind andere Antriebe direkter an der Entscheidungsfindung beteiligt. Eine verbesserte Vorhersehbarkeit, die Verringerung der Abhängigkeit von natürlichen Ereignissen und die soziale Organisation bilden bei Erfolg schlussendlich Faktoren, bei denen die ökonomischen Resultate nicht möglichst groß, sondern möglichst konstant sind. Gemäß Levi waren die ökonomischen Entscheidungen der sozialen Welt untergeordnet. Die Verwandtschaftsbeziehungen, die Bündnisse untereinander und die Beziehungen zu den Herrschenden wollten von den bäuerlichen Familien unter Kontrolle gehalten werden, da sie als Garanten aller Entscheidungen und Tätigkeiten galten. Die Familien waren so aktiv an Veränderungen beteiligt und nicht bloß passive Elemente innerhalb ökonomischer und biologischer Vorgänge. Im Kapitel Mark und Solidarität, dessen Schlüsse diejenigen des vorhergehenden Kapitels weiterführen und ergänzen, setzte Levi einen Vergleich der sozialen Verhaltensweisen und den Größenordnungen der Grundstücke an. Dieser ist reichhaltig mit Statistiken ergänzt.: S. 42–106 Gemäß Levi war es nicht nur die Strategie der einfachen Leute, in Natur und Gesellschaft möglichst wenig Risiko zu haben, sondern „die Vorhersehbarkeit der Fakten zu verbessern und sich der Schicksalhaftigkeit einer Welt isolierter Familien oder Individuen zu entziehen, um aktiv eine Politik der Beziehungen ins Werk setzen zu können, auf der man eine soziale Dynamik und ökonomisches Wachstum aufbauen kann.“: S. 105
Insbesondere die für die Bevölkerung essenziellen agrarischen Ressourcen waren jedoch durch administrative und fiskalische Beziehungen mit den elitären lokalen politischen Mächten verbunden. Die Menschen von Santena standen gemäß Levi folglich in der direkten Auseinandersetzung mit den Institutionen und arbeiteten dadurch mit, die natürliche und soziale Welt zu beeinflussen. Levi versuchte in der Folge auf eine ausschließliche Beschreibung der lokalen Gemeinde zu verzichten und im vierten Kapitel die „Krise der Feudalität in ihrer Beziehung zum absoluten Staat und seinen neuen Institutionen“ darzustellen.: S. 12 In diesem Kapitel stehen die Vorkommnisse nach dem Jahr 1647 im Fokus. Im Zentrum der Untersuchung steht Giulio Cesare Chiesa, Bürgermeister und Vater von Giovan Battista Chiesa, der in diesem Jahr durch das Feudalkonsortium zum Bürgermeister, Notar und Richter Santenas gewählt wurde. Giulio Chiesa war vor seiner Wahl weder begütert noch besonders einflussreich, doch in einer Zeit mit zunehmenden Konflikten zwischen dem nicht eigenständigen Santena und der benachbarten, einflussreichen Stadt Chieri schien Giulio Chiesa eine Mehrheit für die Ausübung der wichtigen Tätigkeit gehabt zu haben. Die Herrschaftsordnung zu diesem Zeitpunkt war gemäß Levi sowohl horizontal zwischen den Gesellschaftsschichten als auch vertikal zwischen Gruppen und Klienten äußerst brüchig. In diesen Konfliktfeldern meldeten sämtliche Gruppen eigene Bedürfnisse an, wodurch eine politische Vermittlerrolle an Bedeutung gewann. Giulio Chiesa nahm diese Rolle während über 40 Jahren ein und vermittelte zwischen der savoyischen Zentralmacht und den lokalen Gemeinschaften, zwischen Bauern und rivalisierenden Adligen und verschaffte sich so Ansehen und Macht. Als er 1690 verstarb, hatte sein Sohn Giovan Battista als Vikar eine wichtige Rolle innerhalb der Gemeinschaft inne und wird sich entsprechende Überlegungen gemacht haben, wie er daraus seine Vorteile ziehen konnte. Das ererbte Prestige des Vaters – ein immaterielles Erbe – in finanzielle Vorteile umzumünzen, hing stark mit ideologischen Ansichten zusammen, die die gesamte wirtschaftliche Sphäre der damaligen Zeit erfassten. Materielle und immaterielle Ressourcen standen keinesfalls in getrennten Sphären, sondern in einer engen Beziehung zueinander. Giovan Battista Chiesa wird allerdings 1694 wegen missbräuchlicher Geldgeschäfte als Gemeindeseelsorger ein erstes Mal vor Gericht gestellt und verliert so die immaterielle Sphäre seines Erbes, mit der er sich die finanzielle Zukunft sichern wollte. In den wirren Zeitumständen der 1690er-Jahren und Auseinandersetzungen zwischen den Feudalherren, der Stadt Chieri, dem Staat und dem Erzbischof von Turin sowie großflächigen Kriegstätigkeiten in der Region verliert sich das hinterlassene Machtkonglomerat von Giulio Chiesa komplett.: S. 128–174
Schlussendlich sieht Levi die bäuerliche Gemeinschaft als „treibende Kraft während einer langen Periode autonomen politischen Auftretens im Zentrum einer spezifischen Periode […], während der das Übernatürliche integraler Bestandteil eines eigentümlichen ideologischen Musters, einer eigentümlichen Art und Weise zu handeln und Entscheidungen zu treffen war“: S. 12. In diesem Sinne gewinnt die in den Krisenjahren der 1690er beginnende Prediger- und Exorzistentätigkeit Giovan Battistas plötzlich eine gänzlich andere Konnotation. Mit diesen Tätigkeiten war es Giovan Battista möglich, sich eigenständig Handlungsspielräume in einem Zwischenraum zu verschaffen und so als Beispiel für einen Prozess zu dienen, in welchem handelnde Protagonisten innerhalb eines Wandels aktiv mitarbeiten und so ihr eigenes immaterielles Erbe hinterlassen konnten.: S. 128–174

## Rezeption
Für Francesca Trivellato, selbst eine einflussreiche Mikrohistorikerin und Schülerin Levis, steht Das immaterielle Erbe zusammen mit Carlo Ginzburgs Der Käse und die Würmer am Beginn der großflächigen Verbreitung des mikrohistorischen Ansatzes. Das Werk genießt im wissenschaftlichen Diskurs ein hohes Ansehen und erfuhr weite Verbreitung. Dementsprechend positiv fällt der Großteil der Rezensionen aus der wissenschaftlichen Fachliteratur aus.

Auch Stephen Greenblatt verweist in seiner Buchbesprechung in der London Review of Books auf Ginzburgs Werk Der Käse und die Würmer. Er stellt dieses sowie Natalie Zemon Davis Die Rückkehr des Martin Guerre jedoch nicht in die unmittelbare Nähe zu Levis Buch, sondern stellt einen differenzierten Vergleich an. Zwar sagt er nach einer Darstellung der Grundgedanken und Anliegen der Mikrogeschichte vergleichend zu Levi: „It is here that Inheriting Power parts company with the masters of the genre of microhistory.“ Greenblatt stellt allerdings auch konzeptionelle Unterschiede zwischen Levi und Ginzburg/Davis fest: 
„Where the microhistories of Ginzburg and Davis attempt to probe with increasing intimacy the minds of their highly individuated and particularised subjects, Levi’s study moves in precisely the opposite direction. He doesn’t use Chiesa’s notebook and testimonials to heighten our sense of the interiority of this exorcist and his patients: rather, he uses the evidence to chart typical strategies and to construct a general cultural model.”
William V. Hudon von der Fordham University nimmt in der Buchrezension in der Zeitschrift Church History ebenso einen starken Bezug auf die Ansätze der Mikrogeschichte. Er stellt spezifisch dar, wie die Geschichte von Giovan Battista Chiesa und den Familien aus Santena verwendet wird, um die lokale Gesellschaft des 17. Jahrhunderts besser zu verstehen. In Anbetracht der gemäß Hudon ausgezeichneten Übersetzung des Werks stellt er fest, dass die hier besprochenen Themen und mikrohistorischen Ansätze eine große Anzahl wissenschaftlicher Lehrveranstaltungen ergänzen würden.
William Monter von der Northwest University geht in seiner Rezension in der American Historical Review weniger auf das theoretische Erkenntnisinteresse des Werks ein, sondern legt einen starken Fokus auf die inhaltliche Erzählebene. Jedoch greift er zwei theoretische Kernthemen des Buches heraus, indem er schreibt, dass Levi mit seiner Arbeit mehrere „heilige Kühe der Sozialgeschichte schlachtete“. Levi stelle in seinem Werk dar, dass das Familienbild des 17. Jahrhunderts nicht dem entspreche, was die Leser vielleicht annehmen würden. Die zusammenlebende Familie sei nämlich keine Konstante der sozialen Strategie gewesen. Vielmehr hätten nicht zusammenlebende Gruppen, welche durch eine riesige Anzahl aus Bündnissen, Allianzen und Verwandtschaftsverhältnissen diese prägende Rolle übernommen. Die zweite „heilige Kuh“ sei die Vorstellung des ökonomischen Realismus bei den Grundstücksverkäufen. Zwischen Verkaufspreis und tatsächlichem Wert bestehe nämlich keinen zwingenden Zusammenhang. Vielmehr hätte eine Vielzahl anderer Faktoren mitgespielt.
Ebenso lobende Worte findet Laurie Nussdorfer von der Wesleyan University im Catholic Historical Review. Auch sie beschreibt die Kernpunkte der Anliegen Levis ausführlich. Allerdings stellt sie Levi mehrmals aufgrund seiner quantitativen Untersuchungsmethode nahe an die Annales-Schule. Levi grenzte sich allerdings in theoretischen Texten mehrmals von der Annales-Schule ab. In der Schlussbetrachtung schreibt Nussdorfer, dass speziell Wirtschaftshistoriker viele ihrer Vorstellungen aufgrund der Erkenntnisse dieses Buches überdenken müssten. Zwar sei Levis Schreibstil teilweise schlecht verständlich, doch bleibe das Buch als Untersuchung des sozialen und politischen Hintergrunds der damaligen Zeit beispiellos.
Wesentlich kritischer zeigt sich A. D. Wright, University of Leeds, in einer Rezension in der Zeitschrift History. Er kritisiert besonders die für ihn nicht ausdrücklich klare Rolle des Giovan Battista Chiesa. Der Großteil des Buches beschäftige sich zu stark mit wirtschaftlichen, politischen und sozialen Geschicken der Menschen, so dass kein direkter Bezug zu Chiesa hergestellt werden könne. Auch wird in der Rezension die schlechte Verständlichkeit der sozio-ökonomischen und politischen Analysen kritisiert. Als einzige klare Erkenntnis des Buches sieht Wright die Feststellung, dass der Staat erfolgreich darin war, die fiskalische Kontrolle in der Region auszubauen. Dies sei jedoch kaum eine neue Erkenntnis.